# Hwasong-14
Hwasong-14 (Chosŏn'gŭl: 화성 14; hancha: 火星 14, znaczenie: Ognista Gwiazda-14) – północnokoreański pocisk balistyczny międzykontynentalnego zasięgu wystrzeliwany z mobilnej-drogowej wyrzutni typu TEL. Pocisk znajduje się w fazie rozwoju, przeprowadzono dotąd dwa testy w locie pocisku – 4 lipca 2017 roku oraz 28 lipca 2017 roku. W pierwszym teście pocisk osiągnął dystans 930 kilometrów z apogeum na wysokości 2803 kilometrów, w drugim zaś dystans 1000 kilometrów z apogeum na wysokości 3700 kilometrów. Według danych matematycznych, przy zastosowaniu optymalnych dla pocisków balistycznych niższych trajektorii lotów, pocisk mógłby w związku z tym osiągnąć dystans przekraczający 10 000 kilometrów.
Według danych obserwujących testy wywiadów Korei Południowej oraz Stanów Zjednoczonych, w drugim teście głowica balistyczna została zniszczona podczas powrotu w gęste warstwy atmosfery, co może oznaczać, że Korea Północna nie opanowała dotąd technologii materiałów zdolnych do wytrzymania temperatury 7000 °C powstającej przy przejściu przez atmosferę, po wejściu w nią z prędkością Mach 24.